# Mühltalstraße 5 (Darmstadt)
Das Wohnhaus in der Mühltalstraße 5 ist ein Bauwerk in Darmstadt-Eberstadt.

## Geschichte und Beschreibung
Das Wohnhaus wurde in der Mitte des 19. Jahrhunderts erbaut.
Stilistisch gehört das Gebäude zum Spätklassizismus.
Das giebelständige, zweigeschossige, freistehende Wohnhaus besitzt ein Satteldach.
Das Gebäude wirkt durch seine zurückhaltende Bauzier wie schmales Gesimsband zwischen den Geschossen, betonte Gebäudeecken durch Putzlisenen, feinprofilierte Fenstergewände, Fensterverdachungen, Sprossenfenster und Klappläden.
Das Grundstück wird durch eine Einfriedung mit schmiedeeisernem biedermeierlichen Stabgitterzaun mit Tür und Sandsteinpfosten begrenzt.
Bemerkenswert ist auch ein Wappen der ehemaligen Brennerei Simon.

## Denkmalschutz
Das Wohnhaus wurde aus architektonischen, baukünstlerischen und stadtgeschichtlichen Gründen zum Kulturdenkmal erklärt.